# Vebjørn Tandberg

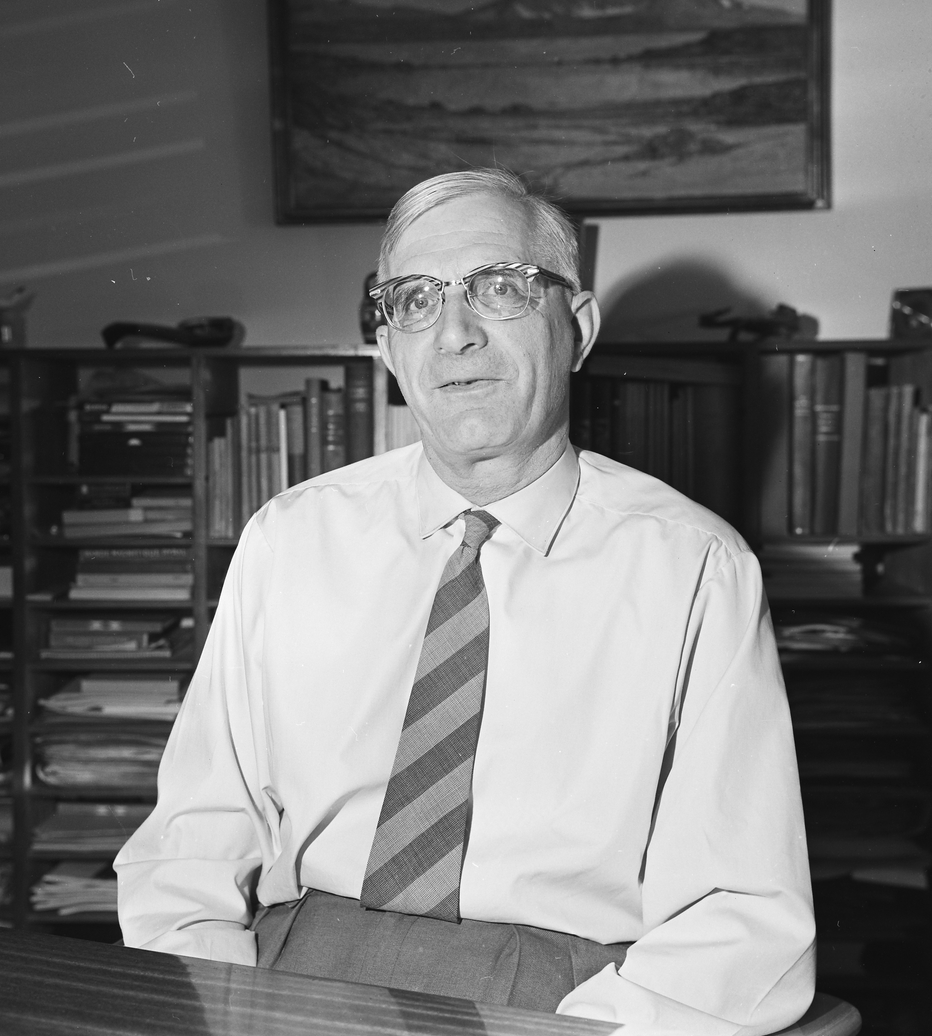
Vebjørn Tandberg.

Vebjørn Otto Tandberg, född 16 september 1904 i Bodø, död 30 augusti 1978, var en norsk företagsledare. Han utbildades till elektroingenjör vid NTH i Trondheim och grundade 1933 Tandbergs Radiofabrik i Oslo.
Vebjørn Tandberg valde, den 30 augusti 1978, att ta sitt eget liv genom att låta bilen stå på tomgång i garaget, ett val som var en direkt följd av att hans livsverk höll på att gå i konkurs som följd av stora och växande ekonomiska problem. Företaget, som han varken ägde eller styrde längre, hade också varslat om att den önskade att ta från honom hans hem, som formellt sett var i företagets ägo. En annan bidragande orsak till självmordet var att han hade mottagit en skrivelse där det blev upplyst om att hans närvaro var oönskad i företaget han själv hade grundat. Radiofabriken gick i konkurs tre månader senare.